# Minowa
Minowa (jap. 箕輪町 Minowa-machi) – miasto w Japonii, na wyspie Honsiu, w prefekturze Nagano. Według danych na rok 2020 miejscowość zamieszkiwało 24 989 mieszkańców , a gęstość zaludnienia wyniosła 290,9 os./km².